# Michael Tinsley
Michael Tinsley (Little Rock, 21 de abril de 1984) é um atleta norte-americano, especialista nos 400 metros com barreiras.
Nos Jogos Olímpicos de Londres 2012, obteve a medalha de prata e repetiu a mesma medalha no Campeonato Mundial de Atletismo de Moscou 2013.